# Carbonato de alumínio
Carbonato de Alumínio (Al2 (CO3) 3), é um componente de alguns minerais,classificados como strontiodesserite minerais.
De cor branca,facilmente se decompõe em hidróxido de alumínio e dióxido de carbono.
Alguns extintores de incêndio utilizam desta reação.
Carbonato de alumínio é um composto instável,
decompondo-se em hidróxido de alumínio (Al (OH) 3) e dióxido de carbono (CO2):
Al2 (CO3) 3 + 3 H2O → 2 Al (OH) 3 + 3 CO2

## Obtenção
Ele é formado na reação entre um composto de alumínio,
como sulfato de alumínio (Al2 (SO4) 3) e carbonato de sódio:
Al2 (SO4) 3 + 3 Na2CO3 → Al2 (CO3) 3 + 3 Na2SO4